# Gà Cao Lãnh

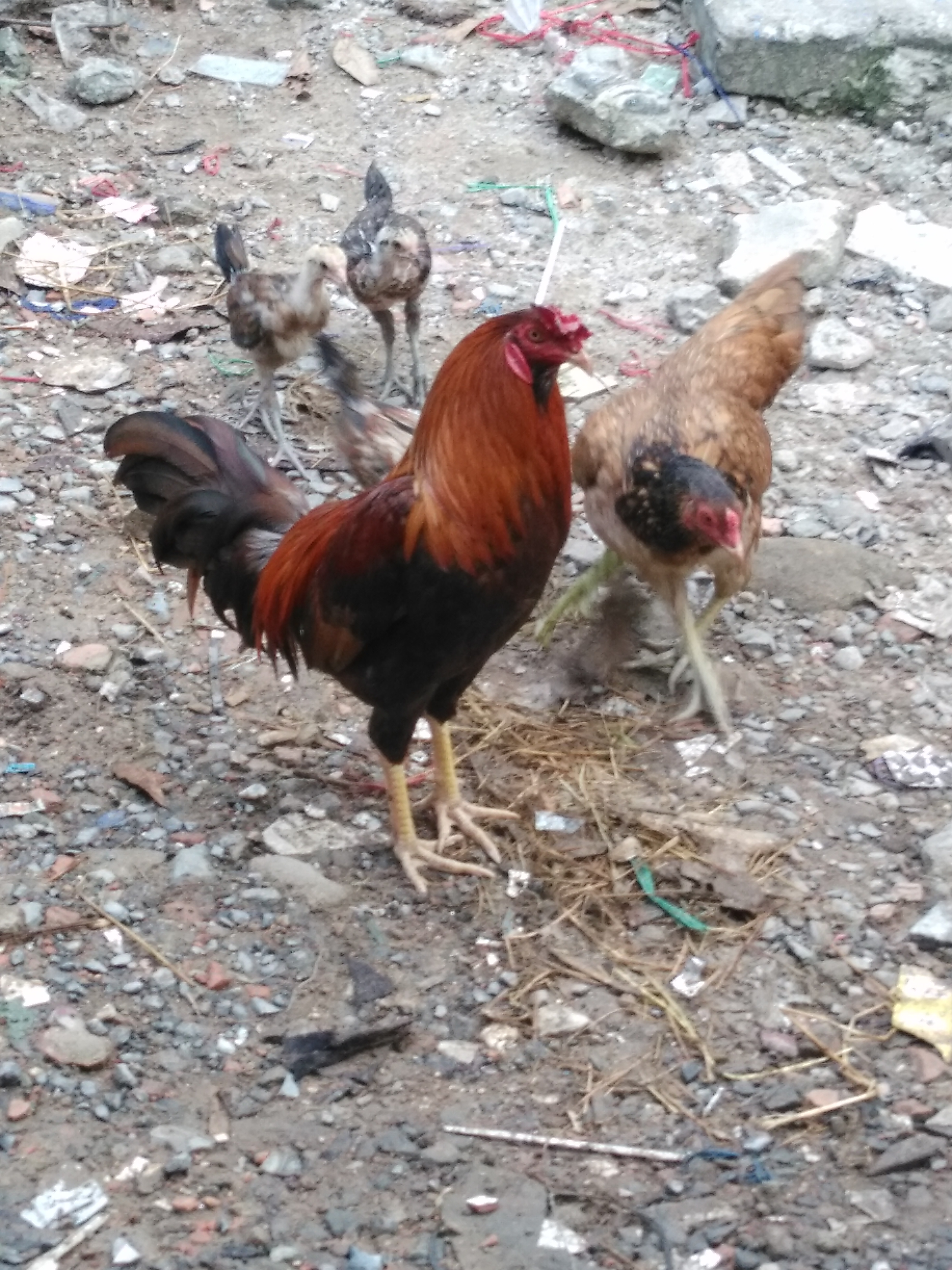
Một con gà Cao Lãnh tại Bình Hưng Hòa A, Bình Tân

Gà Cao Lãnh hay gà nòi Cao Lãnh là một giống gà chọi bản địa của Việt Nam có xuất xứ từ vùng Cao Lãnh của Đồng Tháp, gà nòi Cao Lãnh đã đi vào truyền thuyết là giống gà hay được nhiều người truyền tụng qua câu ca dao: Gà nào hay bằng gà Cao Lãnh/ Gái nào bảnh bằng gái Nha Mân gà Cao Lãnh là một đặc sản nổi tiếng xứ Nam Kỳ Lục tỉnh.

## Đánh giá
Người am hiểu nhất về giống gà này chính là Vương Hồng Sển, trong cuốn sách Phong lưu cũ mới ông này đã dành cả trăm trang cho thú đá gà và có đề cập đến danh tiếng gà Cao Lãnh, theo ông thì gà danh tiếng nhất là gà Cao Lãnh. từ xưa gà Cao Lãnh đã được chăm sóc kỹ lưỡng như vậy nên nổi tiếng hung dữ, sức mạnh vô song và đòn thế đá rất hay. Gà Cao Lãnh giỏi do có đòn độc, gồm đòn vỉa tối, vỉa sáng, gà vừa hay, cựa nhạy, chém liên tu. Gà có tài đá song phi, hai cựa phóng tới như cặp phi đao.
Gà Cao Lãnh giỏi do khi đó người ta cho gà Miên mái pha nòi trống Việt sanh ra giống nòi lai, mà đại diện trứ danh là gà nòi Cao Lãnh. Gà Việt chém giỏi nhưng chịu đòn dở, còn gà Miên chém dở nhưng giỏi chịu đòn, không bỏ chạy bậy. Gà Cao Lãnh chỉ hay và giỏi vào đời trước, rồi ngày càng lụn bại nguyên nhân gà ngày càng dở là đời sau không biết tuyển lựa giống, cho gà nhà đạp mái lẫn nhau nên lâu đời cùng huyết thống, gà trở nên suy.

## Chọi gà

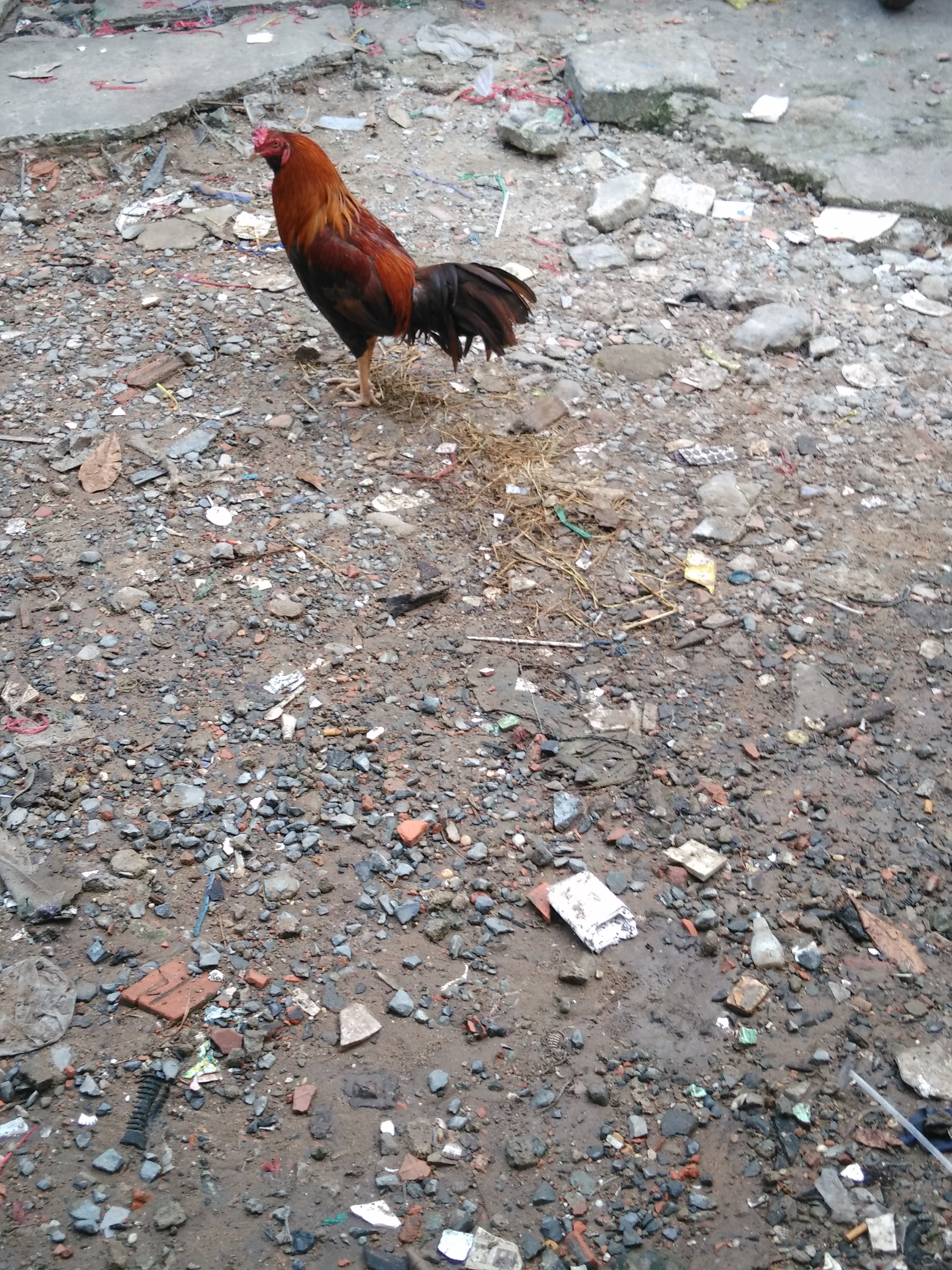
Gà chọi Cao Lãnh

Con gà có nét hay, đòn đá độc riêng biệt, có tương khắc nhau nên nhiều năm qua, từ bình dân cho tới quan lại, tướng lãnh đều mê gà, có thể kể đến là Nguyễn Cao Kỳ. Người mê gà có thể bỏ cả ngày trời để xem chân gà, màu lông, tướng đi... Gà có màu lông chuối nên bị phá tướng, người chơi gà không chuộng lông này với gà sinh đôi, nếu đưa một con ra trường đá, con còn lại gáy vang lừng là điềm tốt. Bởi thế đưa ra trường cáp độ ít ai mang cặp gà sinh đôi đi chung vì như thế không ai dám cáp độ đá.
Thông thường, gà nuôi được một năm thì tới tuổi trưởng thành, có thể cho đi đá gà nhưng thường các chủ gà chưa cho gà ra trận liền mà vẫn tiếp tục huấn luyện gà cho dày dạn kinh nghiệm chiến trường, khoảng 5-7 ngày là gà được xổ một lần để đấu tập. Từ những buổi tập đó, các chủ gà chú ý xem thế đá, phân tích từng cú nạp, móc giò, né đòn, mổ, đâm để đánh giá năng lực, thế mạnh, thế yếu của gà để khi xung trận chính thức sẽ có cách cáp độ với đối thủ ngang tài, ngang sức.
Gà cũng tương sinh tương khắc nên lộ bài, như gà nhựt nguyệt với cựa đen trắng sẽ bị bắt bài. Vì thế các thần kê ẩn tướng được chủ gà giấu kỹ đề phòng bị phá. Chẳng hạn như gà tử mỵ, gà áng thiên rất sợ gà sinh đôi, gà có vảy thổ địa nên đá là thua. Ở Cao Lãnh có con gà ô dị kỳ gọi là gà ma. Gà này đưa vô trường cáp độ, gặp gà dữ nhắm bề đá không lại, nó kêu rót rót, co đầu rút cổ, nhảy dựng muốn bay khỏi trường gà. Còn gặp gà yếu, nó đứng yên, chủ biết ý liền cáp độ. Lúc lâm chiến, đối thủ như bị gà ma thôi miên nên dù giỏi vẫn không tung đòn được.

## Nuôi gà

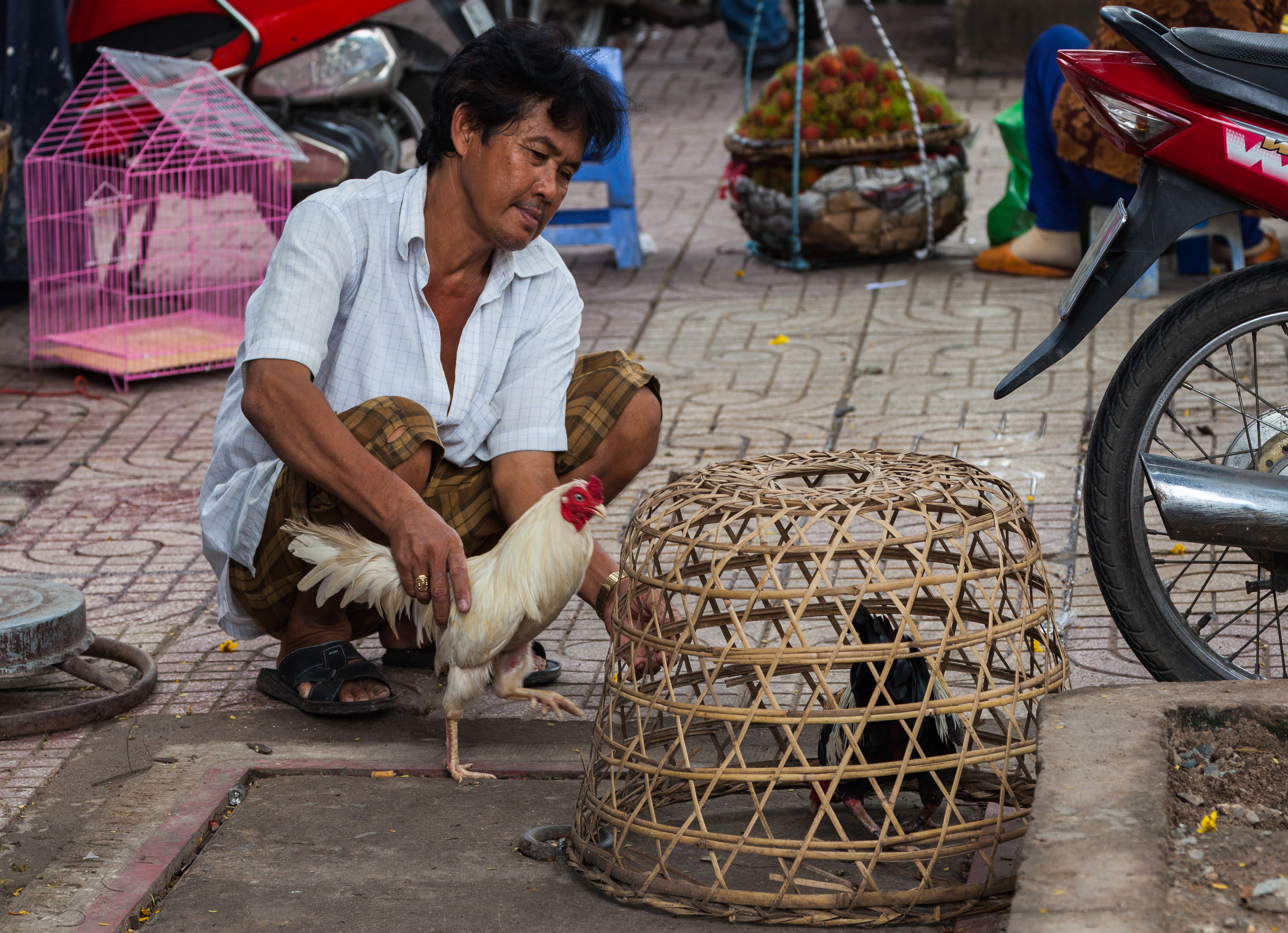
Một con gà Cao Lãnh tại Thành phố Hồ Chí Minh

Theo nghiệp nuôi gà chiến là phải chấp nhận cảnh cực như chăm con mọn. Con gà cũng cần ăn, uống như con người, để có con gà chiến thực sự khỏe mạnh để đương đầu với các địch thủ, cần tuân thủ nghiêm ngặt các quy định bất thành văn. Cho gà ăn quá mức thì con gà cũng bị chứng béo phì, dư mỡ, xoay trở nặng nề, đi đứng chậm chạp, để đạp mái còn không đảm bảo chứ chưa kể đến chuyện chiến đấu. Nước để cho gà uống bắt buộc phải là nước mưa, đựng trong lu có nắp đậy, nếu cho gà uống nước máy thì nguy cơ cao.
Mỗi sáng sớm cho gà uống một lần, có ly, chén đong đo cẩn thận tất cả để gà bền sức khi đá, không hốc nước. Nuôi gà chiến phải đảm bảo cho gà đầy đủ dinh dưỡng và có chế độ tập luyện nghiêm ngặt con gà mới khỏe, thịt da săn chắc, nhanh nhẹn và chịu đòn dai, đá không chạy xịt tức là bỏ chạy nửa chừng. Trong suốt thời gian đá tập, gà được tẩm bổ kỹ lưỡng theo chế độ đặc biệt. Cách chừng 2-3 ngày, gà được cho ăn một lòng đỏ trứng gà, thịt bò hoặc cá, lươn sống bằm nhỏ và các thứ cà chua, đậu xanh, đậu nành.
Các thứ lông cánh, đuôi, chân, cổ… được cắt tỉa cẩn thận cho thân gà gọn nhẹ, không vướng víu khi lâm trận, sau khi ăn đem gà ra tắm sương, dùng khăn sạch lau gà cho đều rồi phun ít rượu. Hàng ngày người nuôi gà phải tẩm nghệ, phun rượu toàn thân gà. Tẩm gà thì có bài thuốc riêng thuộc loại bí truyền, đủ sức tẩm gà tới mức da nó dày như da voi, cựa gà khác thường đâm không thủng, nhưng với cựa sắt nhọn bén như mũi chông như dân chơi gà hiện nay thì có sức sát thương lớn, có thể xuyển thủng. Điều tối kỵ đối với gà chiến là phải nhốt cách ly, không bao giờ để cho gà tự do đến đến đám gà mái, khiến chúng động dục và dễ mất sức.